# Lonnie David Franklin
Lonnie David Franklin Jr., znany jako Grim Sleeper (pol. Ponury Śpioch) (ur. 30 sierpnia 1952 w Los Angeles, zm. 28 marca 2020) – amerykański seryjny morderca i gwałciciel. W latach 1985–2007 zamordował w Los Angeles 10 kobiet. 6 czerwca 2016 za popełnione zbrodnie został skazany na karę śmierci.

## Zbrodnie
W latach 80. XX wieku policja w Los Angeles odnotowała wzrost liczby morderstw popełnionych na kobietach. Podejrzewano, że sprawcą wszystkich morderstw jest ta sama osoba. Do ich wyjaśnienia powołana została specjalna policyjna komórka. Działania policji przyniosły sukces – zatrzymano m.in. Michaela Hughesa, któremu udowodniono siedem morderstw; pozostali ujęci mordercy popełnili po jednym morderstwie. Nie aresztowano jednak Franklina. Po popełnieniu siódmego morderstwa we wrześniu 1988 przestał zabijać. Wówczas policja nadała mu pseudonim „Ponury Śpioch”. Rozważane były hipotezy, że morderca nie żyje lub przebywa w więzieniu za inne przestępstwa.

## Aresztowanie  i proces
Kolejne dwa morderstwa Franklin popełnił w 2002 i 2003, jednak wówczas nie zostały one przypisane jemu. Ostatniego morderstwa dokonał w styczniu 2007; wówczas udało się ustalić za pomocą badań DNA, że mordercą był „Ponury Śpioch”. Po tym odkryciu ujęcie mordercy stało się dla policji Los Angeles priorytetem. Została wyznaczona nagroda w wysokości 500 000 USD. Na podejrzanego wytypowano Lonniego Davida Franklina Jr. – wielokrotnie karanego mechanika samochodowego, który utrzymywał się ze zbierania złomu. Mężczyzna spędził rok w niemieckim więzieniu za udział w zbiorowym gwałcie w 1974 roku, którego dopuścił się, gdy pełnił służbę w wojsku i stacjonował w Stuttgarcie. Współcześnie, aby pozyskać dowody jego winy, jeden z policjantów przebrał się za pracownika restauracji i zabrał widelec, którym jadł Franklin. Po porównaniu DNA śliny z widelca z DNA znalezionym na ofiarach okazało się, że „Ponurym Śpiochem” jest Lonnie David Franklin Jr.
6 czerwca 2016 za popełnione zbrodnie został skazany na karę śmierci. Franklin zmarł 28 marca 2020 roku w więzieniu San Quentin. 

## Ofiary
Jego ofiarami były młode, czarnoskóre kobiety, uzależnione od kokainy. Ofiary atakował, gwałcił, a następnie dusił lub zabijał strzałem w klatkę piersiową.
| L.p. | Nazwisko             | Wiek | Data                 | Źr.    |
| ---- | -------------------- | ---- | -------------------- | ------ |
| 1.   | Debra Jackson        | 29   | 10 sierpnia 1985     | [ 6 ]  |
| 2.   | Henrietta Wright     | 35   | 12 sierpnia 1986     | [ 7 ]  |
| 3.   | Barbara Ware         | 23   | 10 stycznia 1987     | [ 8 ]  |
| 4.   | Bernita Sparks       | 25   | 15 kwietnia 1987     | [ 9 ]  |
| 5.   | Mary Lowe            | 26   | 31 października 1987 | [ 10 ] |
| 6.   | Lachrica Jefferson   | 22   | 30 stycznia 1988     | [ 11 ] |
| 7.   | Alicia Alexander     | 18   | 11 września 1988     | [ 12 ] |
| 8.   | Princess Berthomieux | 15   | 19 marca 2002        | [ 13 ] |
| 9.   | Valerie McCorvey     | 35   | 11 lipca 2003        | [ 14 ] |
| 10.  | Janecia Peters       | 25   | 1 stycznia 2007      | [ 15 ] |

## Lonnie David Franklin w kulturze popularnej
- The Grim Sleeper – film fabularny z 2014[16].
- Uśpiony morderca (Tales of the Grim Sleeper) – film dokumentalny z 2014[17].